# Inspektorat Graniczny Straży Celnej „Dukla”

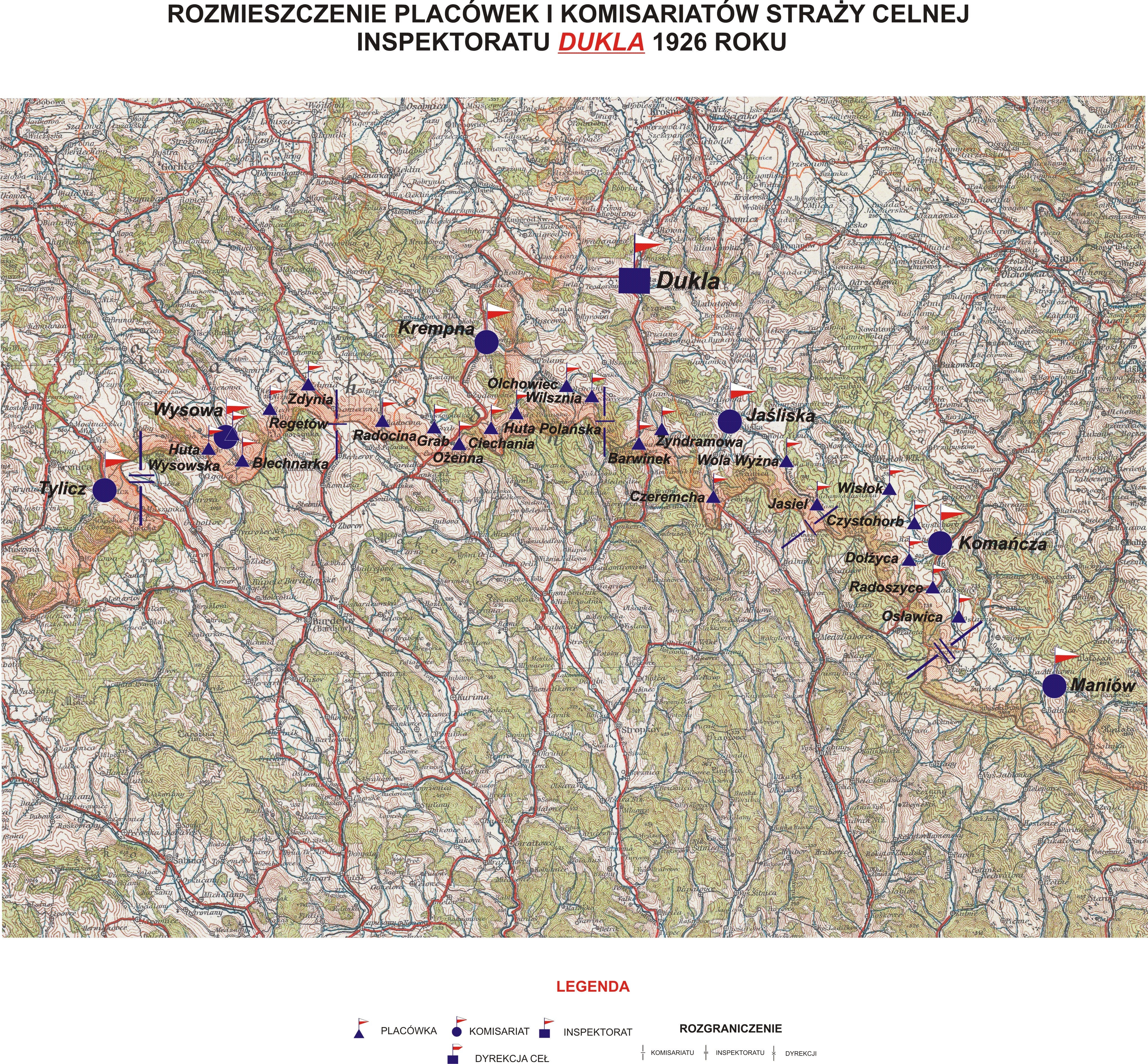
Rozmieszczenie placówek i komisariatów SC Inspektoratu „Dukla” w 1926 r.

Inspektorat Straży Celnej „Dukla” – jednostka organizacyjna Straży Celnej pełniąca służbę ochronną na granicy polsko-czechosłowackiej w latach 1921–1928.

## Formowanie i zmiany organizacyjne
Na wniosek Ministerstwa Skarbu, uchwałą z 10 marca 1920 roku, powołano do życia Straż Celną. Od połowy 1921 roku jednostki Straży Celnej rozpoczęły przejmowanie odcinków granicy od pododdziałów Batalionów Celnych. Proces tworzenia Straży Celnej trwał do końca 1922 roku. Inspektorat Straży Celnej „Dukla”, wraz ze swoimi komisariatami i placówkami granicznymi, znalazł się w podporządkowaniu Dyrekcji Ceł „Lwów”. W 1926 roku w skład inspektoratu wchodziły 4 komisariaty i 23 placówki Straży Celnej. 
Rozporządzeniem ministra skarbu z 30 czerwca 1927 roku rozpoczęto reorganizację Straży Celnej. Inspektorat Straży Celnej „Dukla” został rozwiązany, a komisariaty weszły w skład nowego inspektoratu granicznego .

## Służba graniczna
Sąsiednie inspektoraty
- Inspektorat Straży Celnej „Sącz” ⇔ Inspektorat Straży Celnej „Sambor”

## Funkcjonariusze inspektoratu
Kierownicy inspektoratu
- starszy komisarz Antoni Półtorak (15 VIII 1926 - )[8].

Obsada personalna w 1927:
- kierownik inspektoratu – starszy komisarz Antoni Półtorak
- funkcjonariusze młodsi:

strażnik Andrzej Wacławek (227)
strażnik Wojciech Janczura (1951)
strażnik Ignacy Szymendera (1058)

## Struktura organizacyjna
Organizacja inspektoratu w 1926 roku:
- komenda – Dukla
- komisariat Straży Celnej „Komańcza”
- komisariat Straży Celnej „Jaśliska”
- komisariat Straży Celnej „Krempna”
- komisariat Straży Celnej „Wysowa”